# Pundt & Kohn
A  Pundt & Kohn  OHG era uma empresa de importação e processamento de madeira fundada em 1862 por F. J. S. Kohn em Geestemünde Bremerhaven. Até ser destruída pelos bombardeios aliados em 1944, era uma das empresas mais importantes e antigas do setor no Baixo Weser e foi dissolvida em 1967 após a morte de seu último proprietário, Hans Kohnert, na terceira geração. A ascensão e queda da empresa são consideradas exemplares para a história de uma empresa familiar hanseática de médio porte,  que também Thomas Mann estabeleceu um monumento literário com seu romance social, os Buddenbrooks.

## História da empresa

### Fundação e primeira geração (1863-1879)
O capitão do veleiro e armador Franz Johann Syabbe Kohn fundou sua própria empresa de importação de madeira em Geestemünde em 1862 e, para esse fim, na primavera de 1863 expandiu um armazém original de estilo antigo, de dois andares e três porões, no dique de Geestemünde perto a ponte velho da Geeste em um residencial, escritório e armazém. No verão do mesmo ano, a empresa fundiu-se com o comércio de madeira do capitão Dietrich Pundt, também localizado no dique de Geeste. Ambos fundaram a empresa Pundt & Kohn (P&K). Favorecido pela construção de novas instalações portuárias no Geeste e pela demanda crescente de madeira para minas, dormentes ferroviários e madeira para edifícios residenciais e industriais durante o crescimento populacional e a Revolução Industrial do século XIX, os negócios floresceram.  
Como a oferta interna de madeira não conseguia mais atender a essa grande demanda, o foco foi na importação de madeira principalmente da Escandinávia, Rússia e em parte também da América, de onde a madeira preciosa era principalmente proveniente. Tendo em vista o peso das mercadorias a serem transportadas, a hidrovia era de longe o meio mais econômico até o século XIX. Portanto, não foi por acaso que as empresas importadoras de madeira se concentraram nos cursos inferiores de rios como o Weser, de onde a madeira importada e processada era distribuída para os centros de industrialização por barcaças e, posteriormente, cada vez mais por ferrovia. Isso também se aplica à empresa P&K, cujas primeiras áreas de armazenamento de madeira foram na “Deichstraße” (mais tarde chamada “Bussestraße”) diretamente no “Geestedeich” (dique de la Geeste), pouco antes da confluência do Geeste e do Weser, onde o antigo edifício residencial e de escritórios do proprietário da empresa ficava até a Segunda Guerra Mundial. Após apenas cinco anos de cooperação, o coproprietário Diedrich Pundt deixou a empresa em 1868 devido a uma doença. A partir de agora, Franz J.S. Kohn continuou o bem desenvolvido negócio de importação de madeira, conectado com sua companhia de navegação com seus próprios navios ou ações de navios (“Guayana” e os briggs “Marianne”, “Auguste” e “Salia”), até sua morte em 13 de agosto de 1879. Então seu filho Franz Kohn assumiu os negócios de seus pais.

### Apogeu e segunda geração (1879-1909)
As áreas de armazenamento no Geeste logo se mostraram muito pequenas. No novo porto industrial de Geestemünde, foram encontradas novas áreas de construção e armazenamento, também separadas do Geeste por uma eclusa, praticamente sem gelo durante todo o ano e independentes das marés. A P&K ergueu novos galpões de armazenamento no lado oeste e norte do canal transversal, o canal de conexão entre o canal principal e o porto madeireiro de Geestemünde, inaugurado em 1877, ao longo da “Schönianstraße”  em um comprimento de 300 m, em grande galpões de armazenamento de dois andares especialmente preparados para importação, bem como abertos áreas de estocagem da empresa em mais de 10.000 m². Por volta de 1890, a empresa importava cerca de 30.000 metros cúbicos de madeira anualmente, contra 25.000 metros cúbicos da concorrente Chr. Külken, fundada em Geestemünde em 1872. Para facilitar a importação, a P&K fundou sua própria companhia de barcos a vapor no final da década de 1880 com dois navios de 750 e 1.150 toneladas especialmente preparados para a importação de madeira; outros navios foram planejados em 1890. Um novo prédio de escritórios na “Schönianstraße” 15 também foi construído nessa época. Em 1887, a família Kohn mudou-se para uma nova villa representativa na vizinha “Borriesstrasse” No. 6. Juntamente com as duas outras grandes empresas de importação e processamento de madeira em Geestemünde, Chr. Külken e Rogge, a P&K expandiu sistematicamente o comércio de madeira até a década de 1890. De barco para a área de la Baixo Weser e de trem para a Vale do Ruhr e outros centros industriais em desenvolvimento.
No entanto, o avanço não veio até a união aduaneira das cidades de Baixo Weser (1888) e a inclusão do porto madeireiro em uma área de vendas espacial e econômica muito maior. Em apenas uma década, as importações de madeira do Baixo Weser triplicaram. As várias fases de desenvolvimento do processamento industrial da madeira no século XIX, que não se desenvolveram de forma contínua, mas cíclica, tiveram uma influência decisiva no design da empresa P&K .
As máquinas de aplainar desempenharam um papel fundamental. A aprovação para uma serraria e aplainamento no “Querkanal” foi solicitada já em 1877. Em 1890, a Pundt & Kohn montou uma moderna serraria e aplainadora com produção de barras redondas na cabeça do “Querkanal”, entre “Industriestraße”, “Kanalstraß”e “Sägestraße”, que comercializava sob o nome “Geestemünder Holzindustriewerke Backhaus & Co”. Em contraste com o projeto não realizado de 1877, a empresa agora tinha um desvio direto na “Industriestrasse”. 

Naquela época, a P&K era uma das maiores e mais antigas empresas neste ramo no baixo Weser, e a P&K era de longe a maior empresa em termos de vendas. Pundt & Kohn foi mencionado na Brockhaus Enzyklopädie já em 1894 por causa de sua importância econômica e comercial supra-regional. 

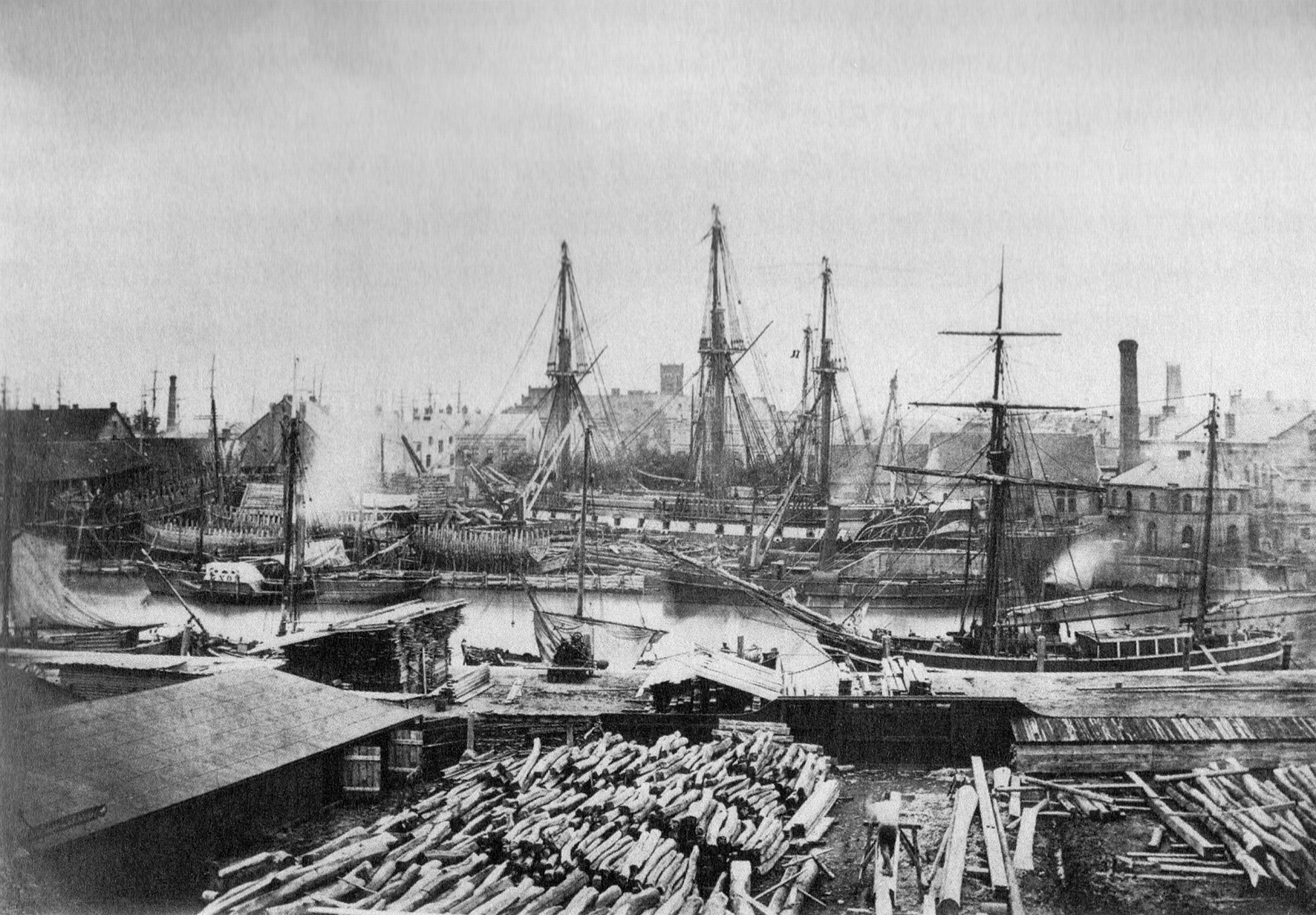
Armazenamento de madeira, P&K, no Geeste, por volta de 1869
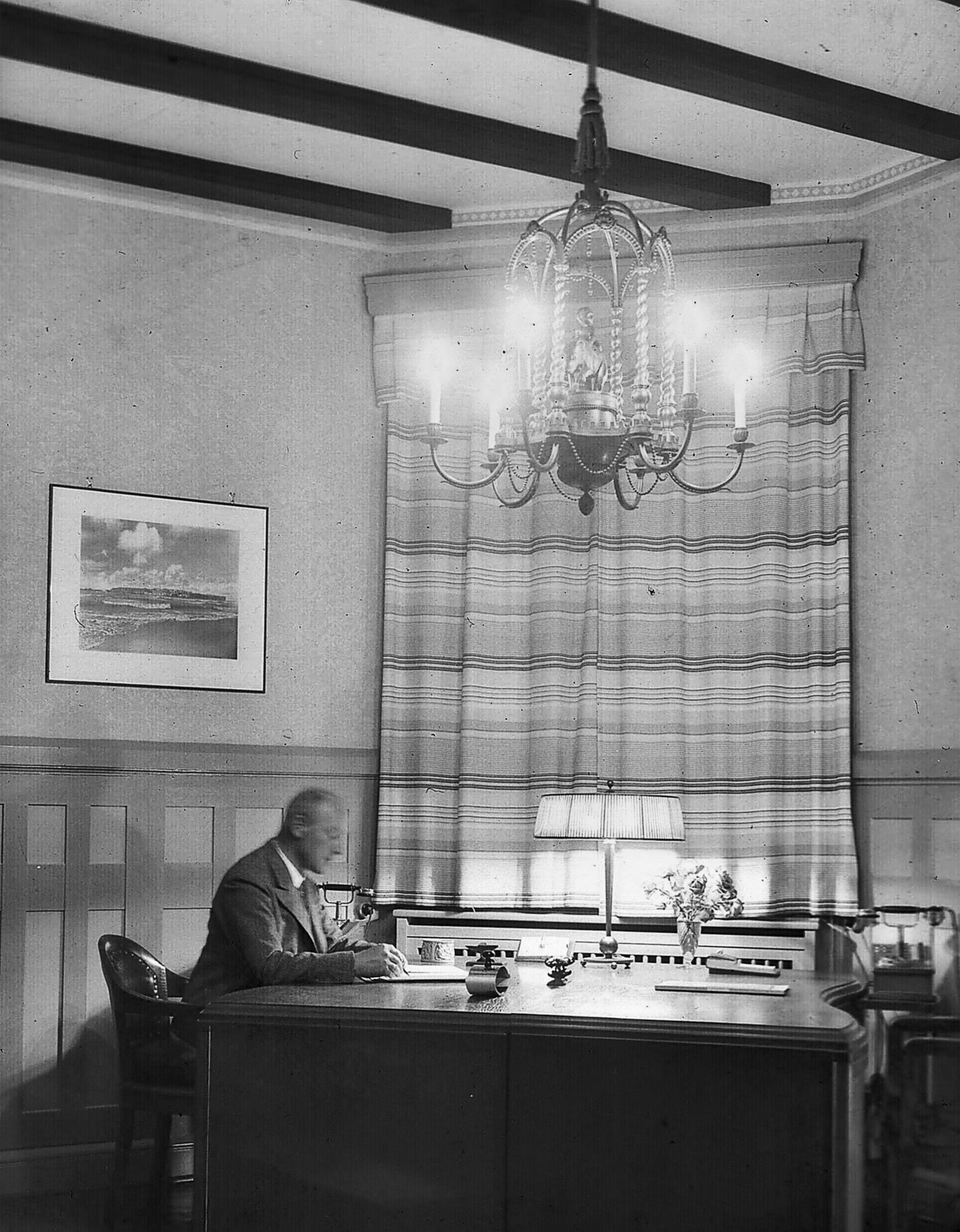
Hans Kohn no escritório da empresa, década de 1930
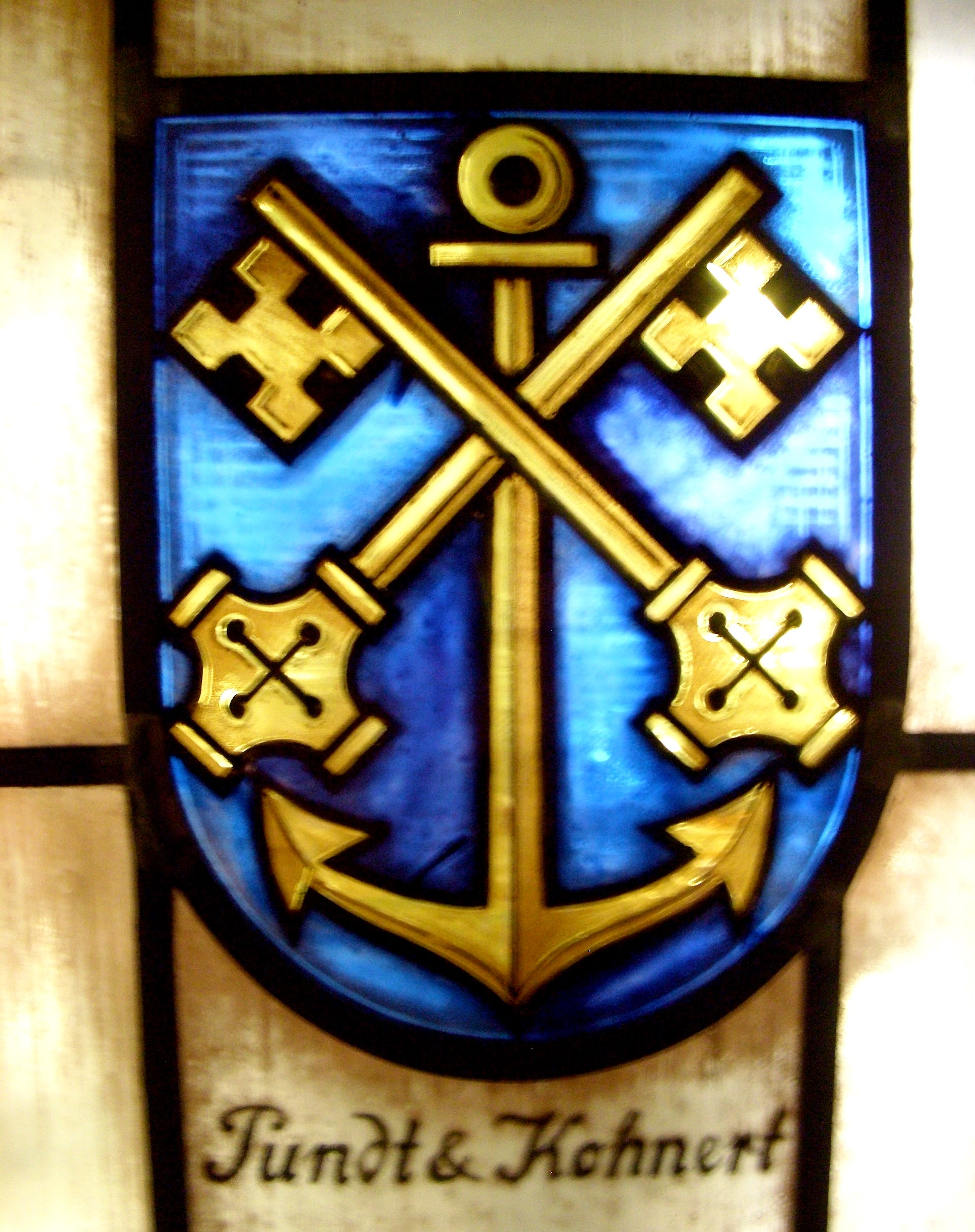
Janela do armário no prédio de escritórios da P&K, 1938
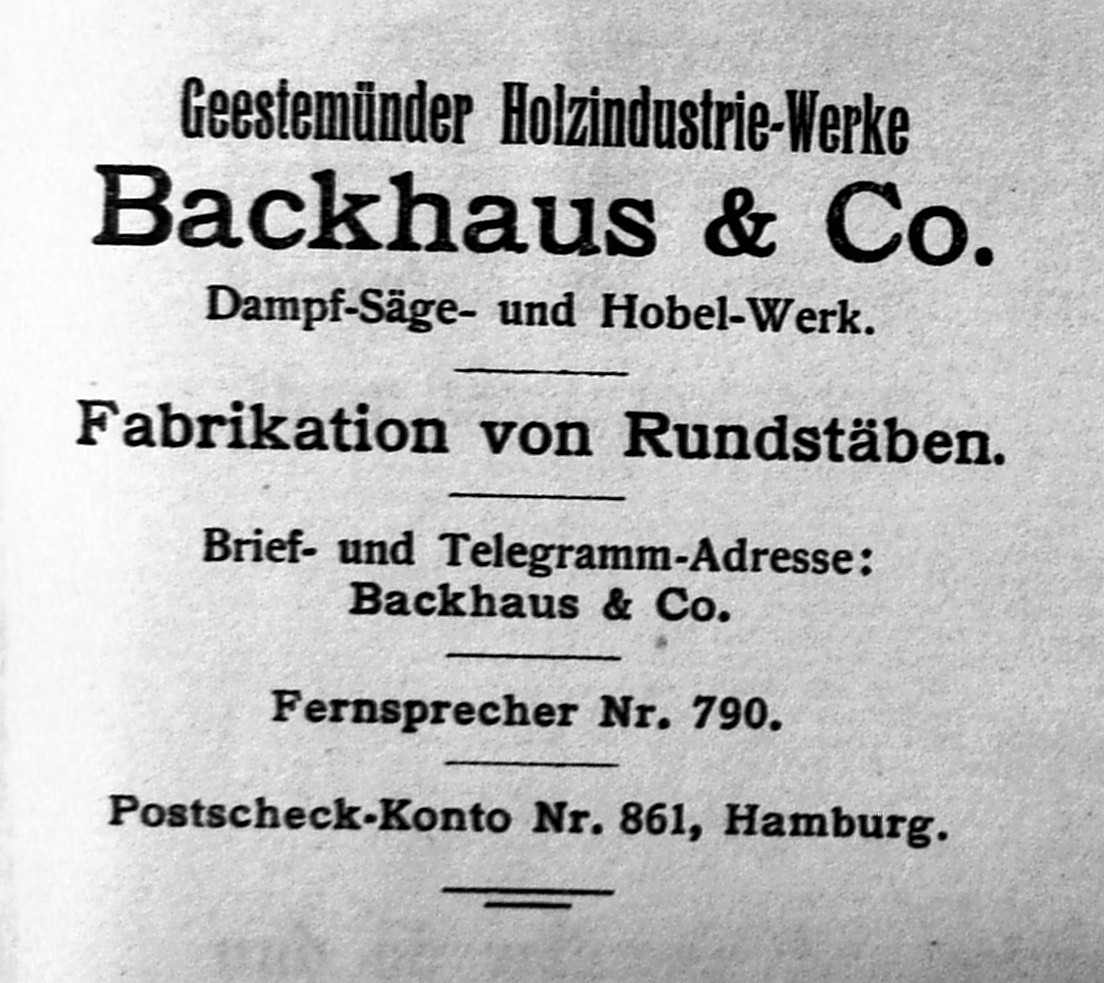
Papel timbrado da Backhaus & Co., década de 1930
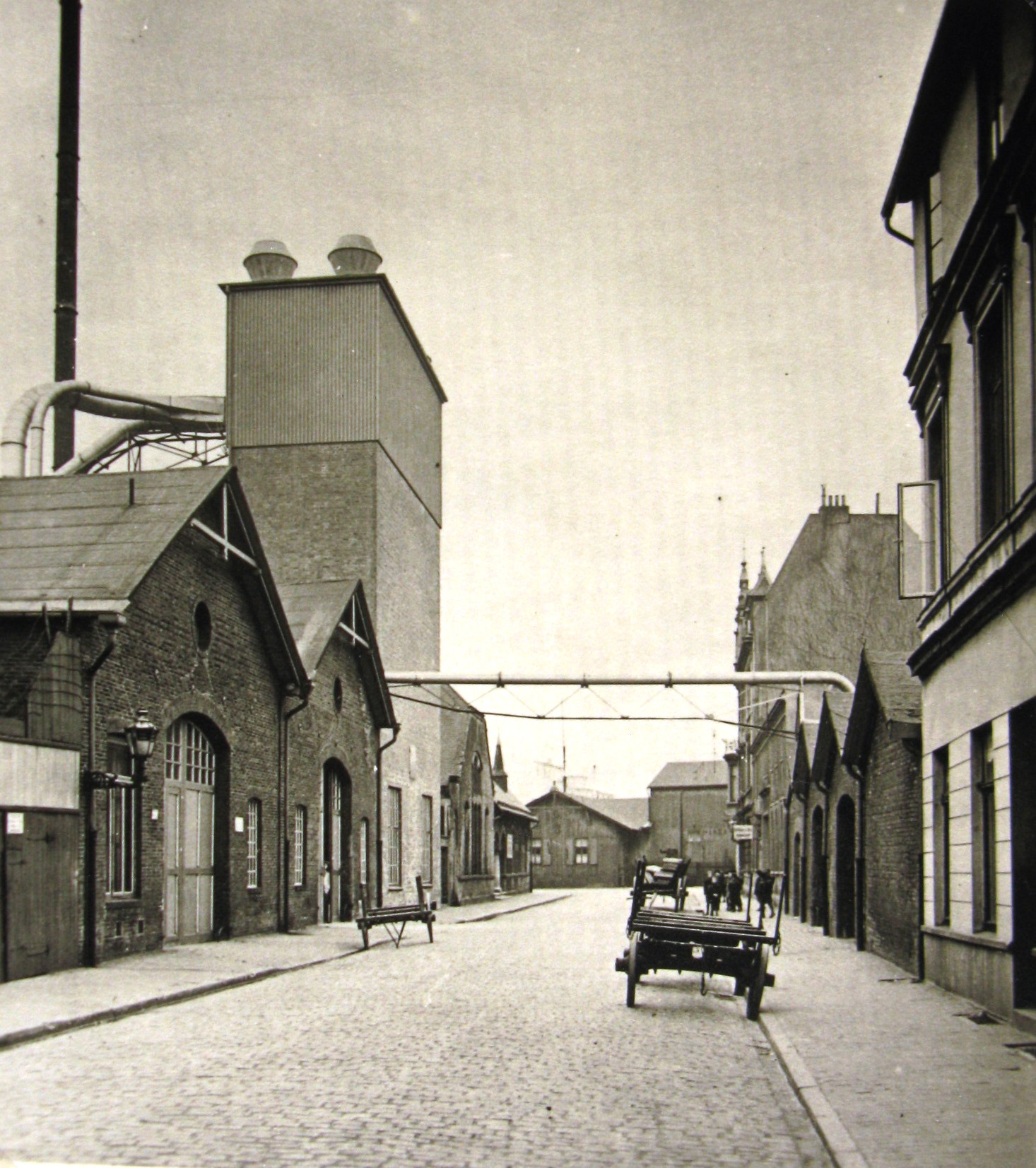
Serraria e aplainadora, década de 1930
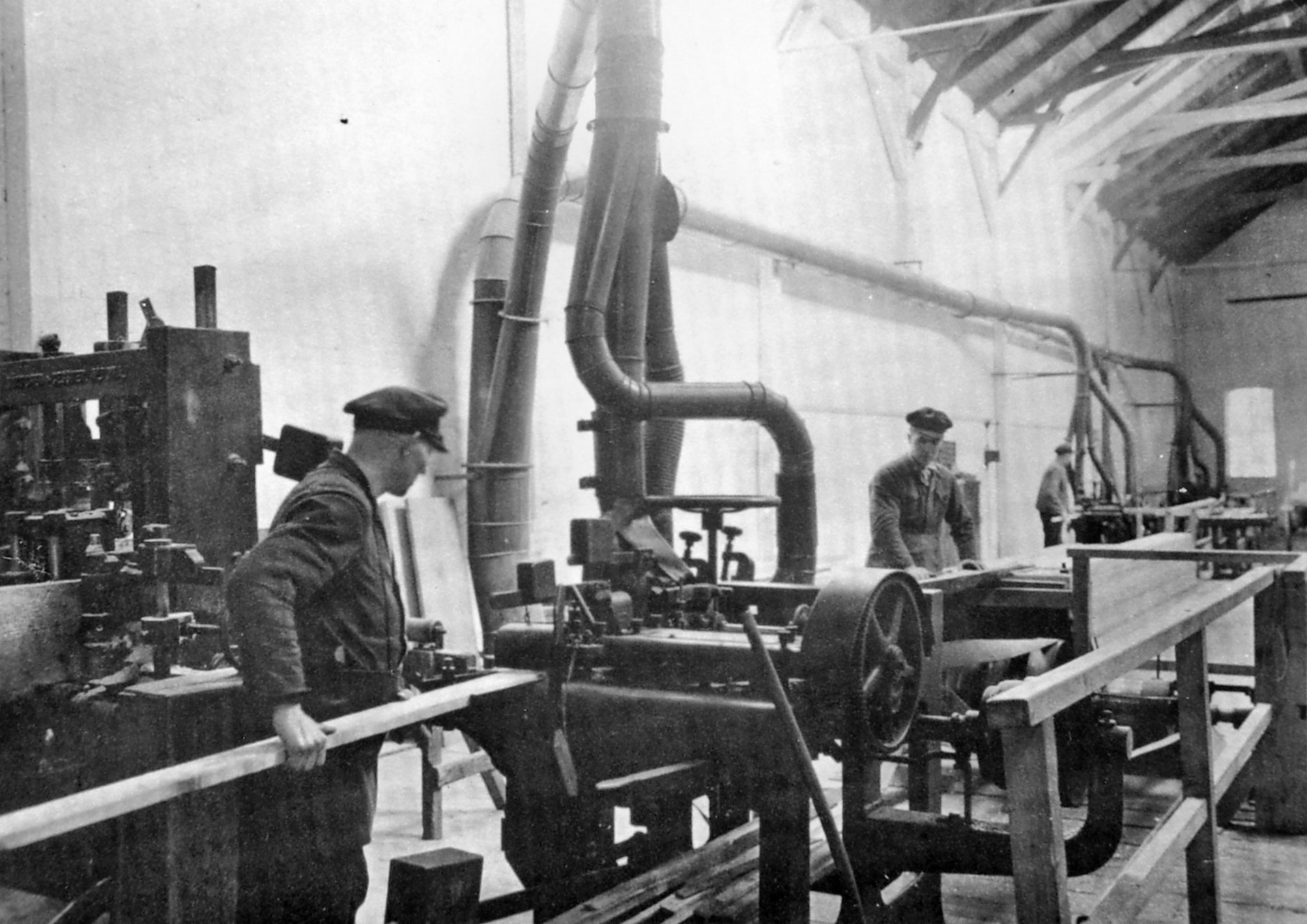
Fábrica de aplainar, década de 1930
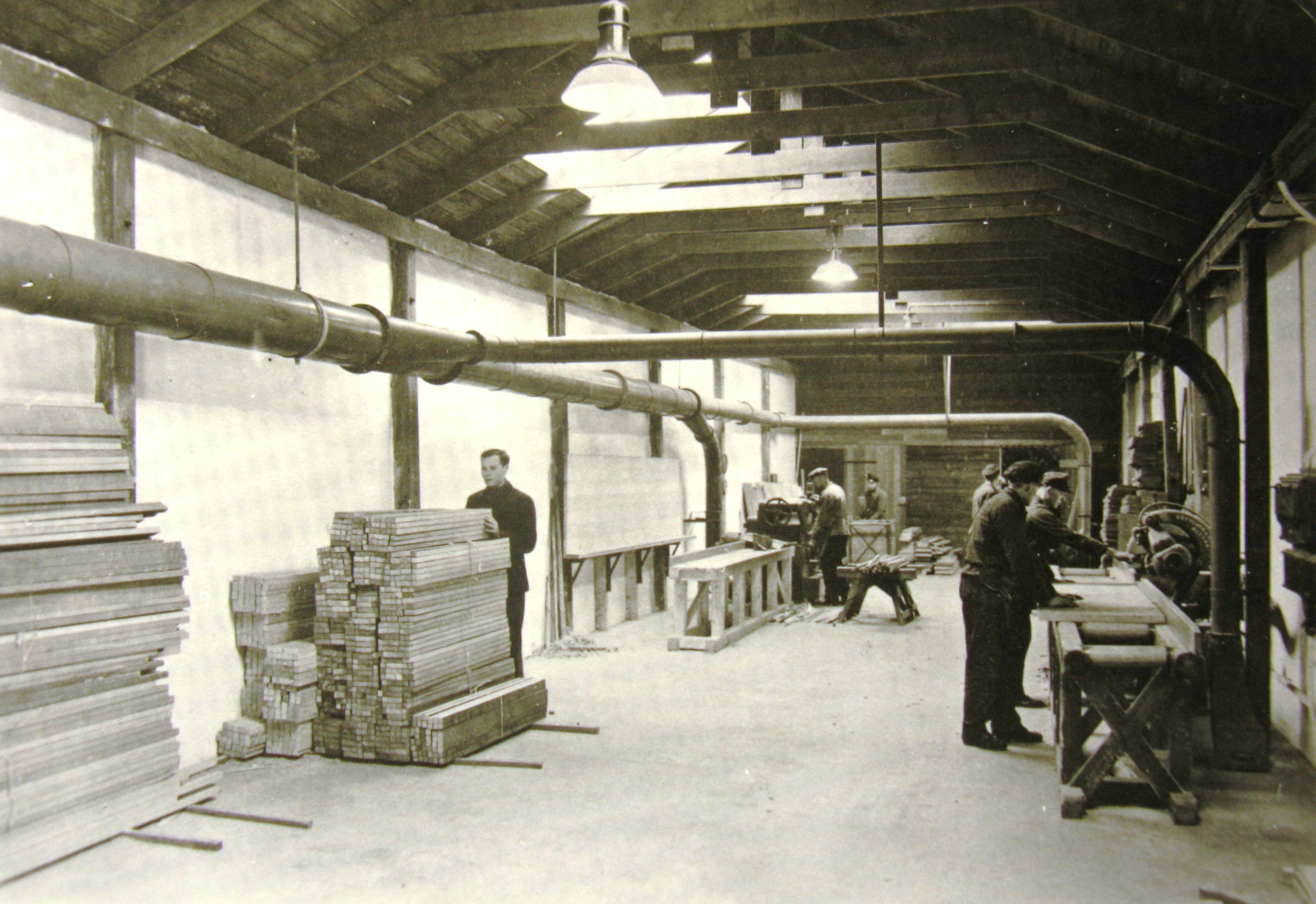
Serraria, década de 1930
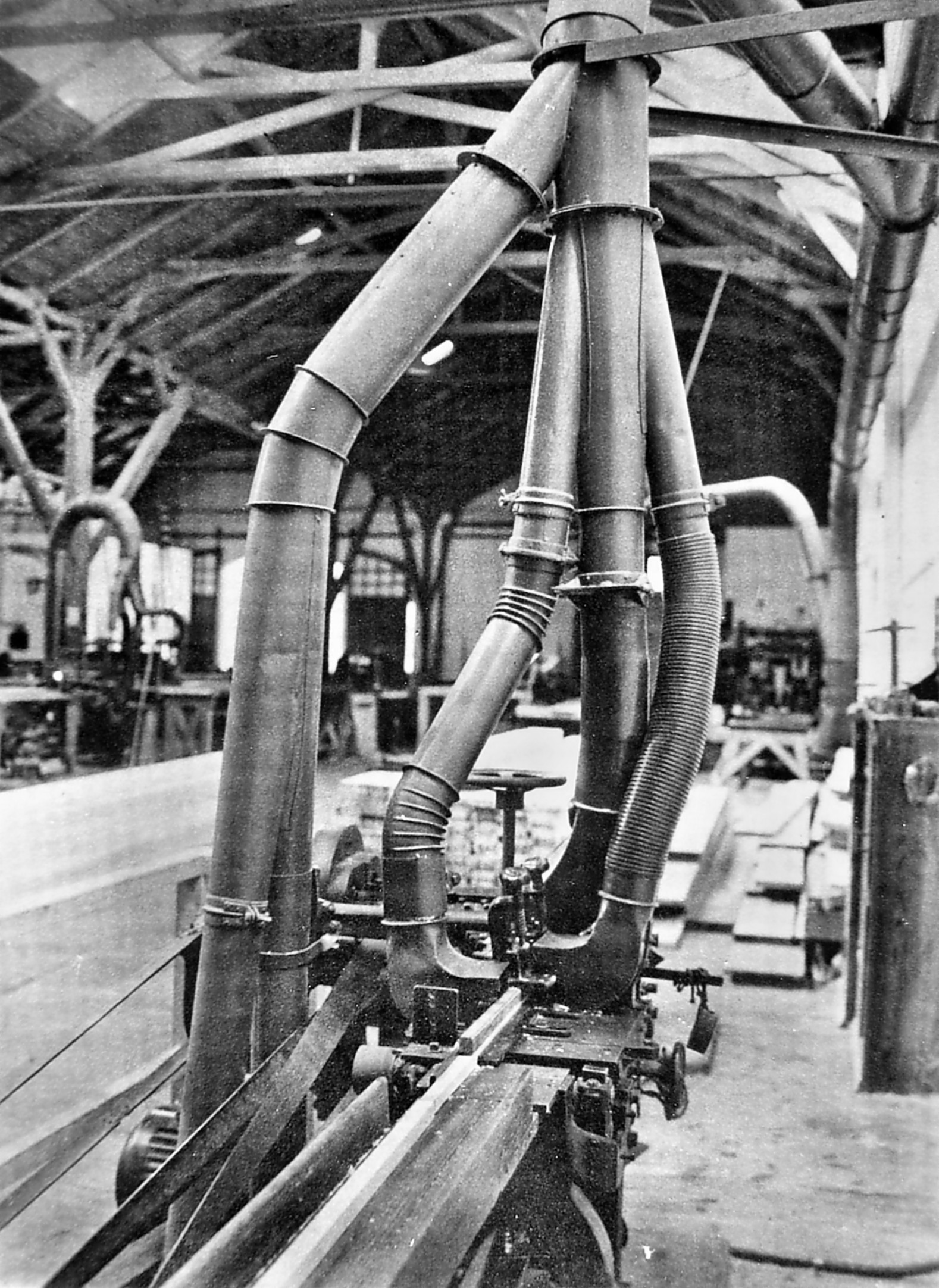
Extratores de pó de serraria, década de 1930
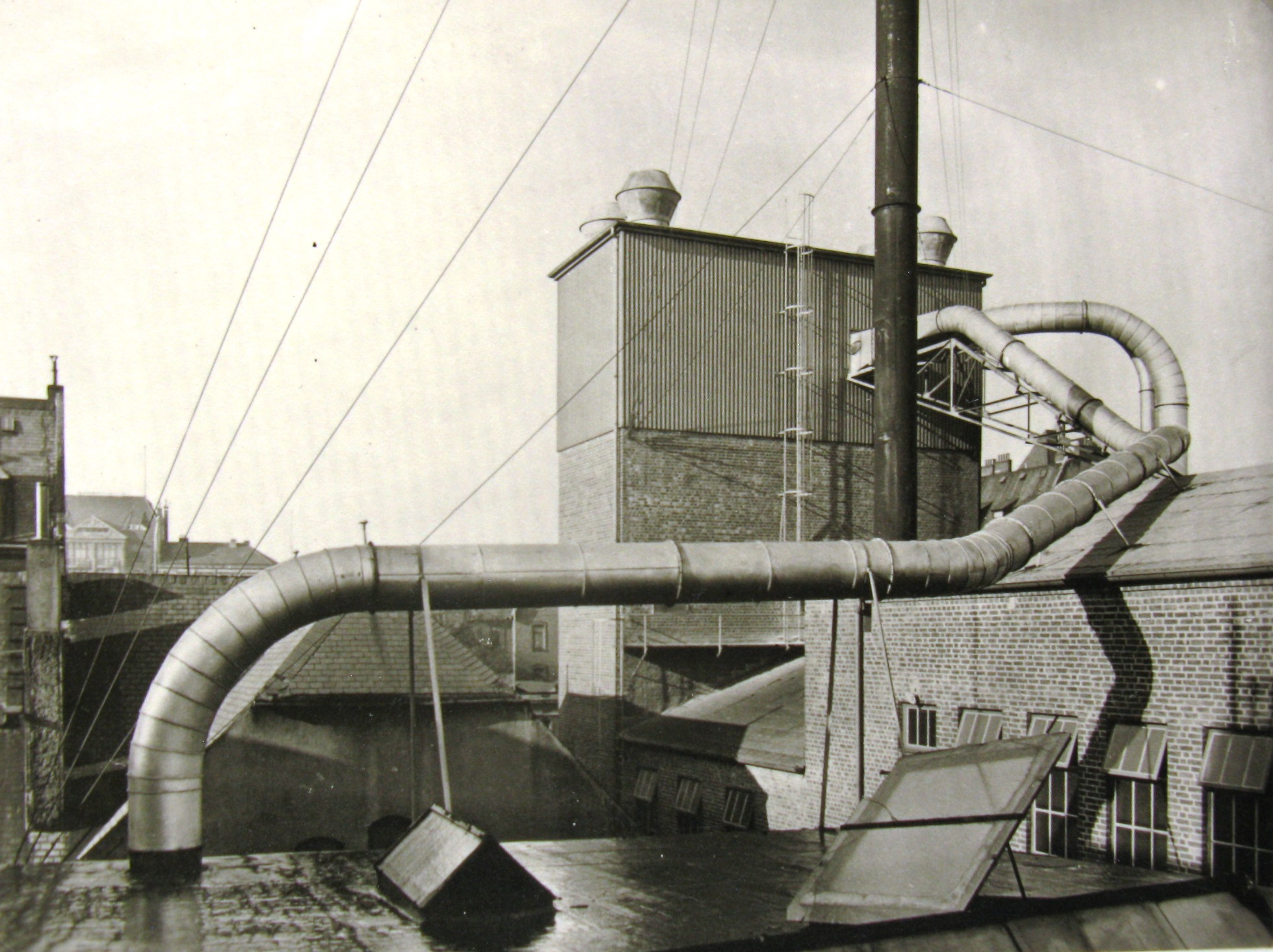
Sistema de extração de serragem, década de 1930
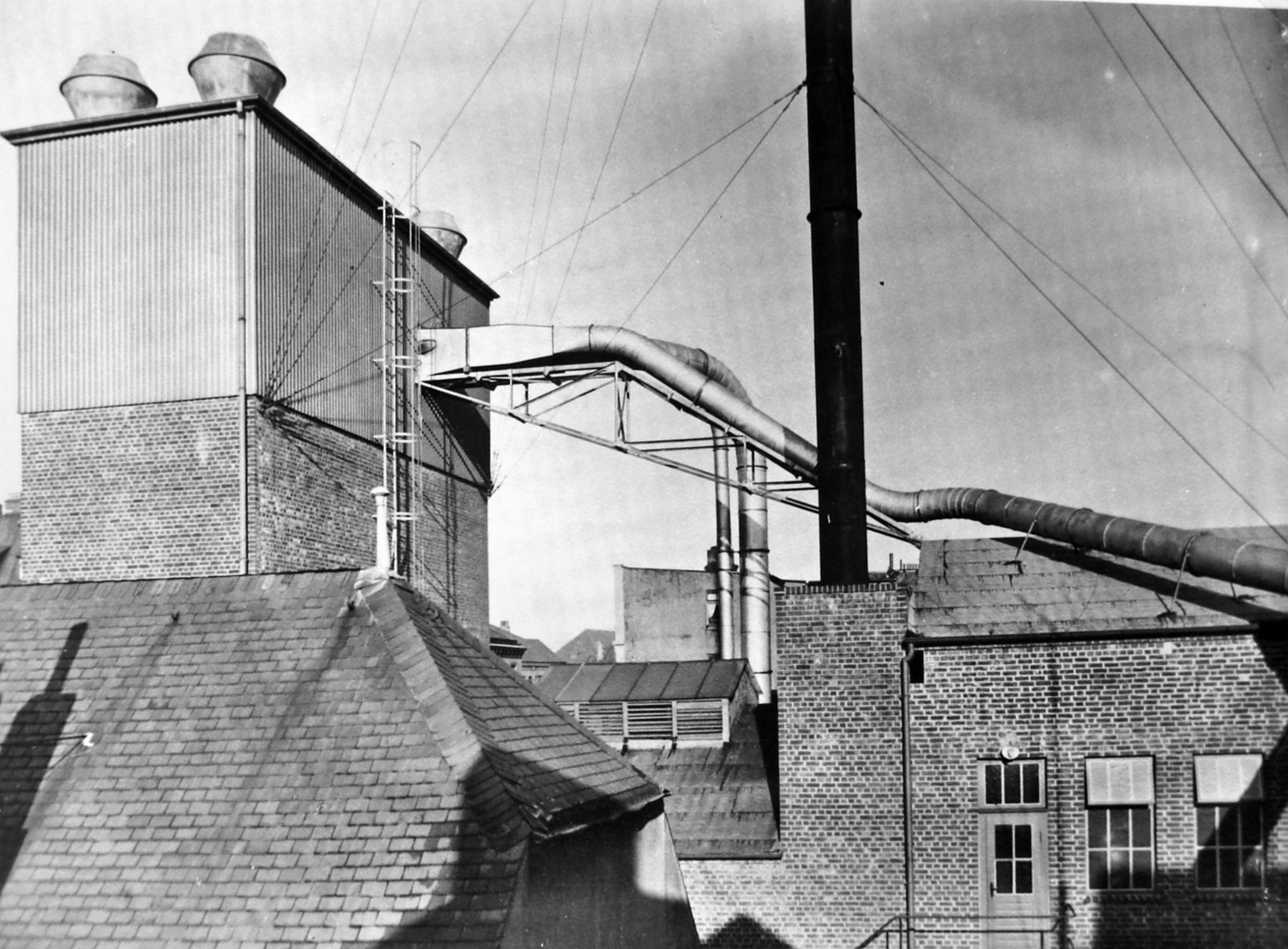
Torre de serragem, década de 1930
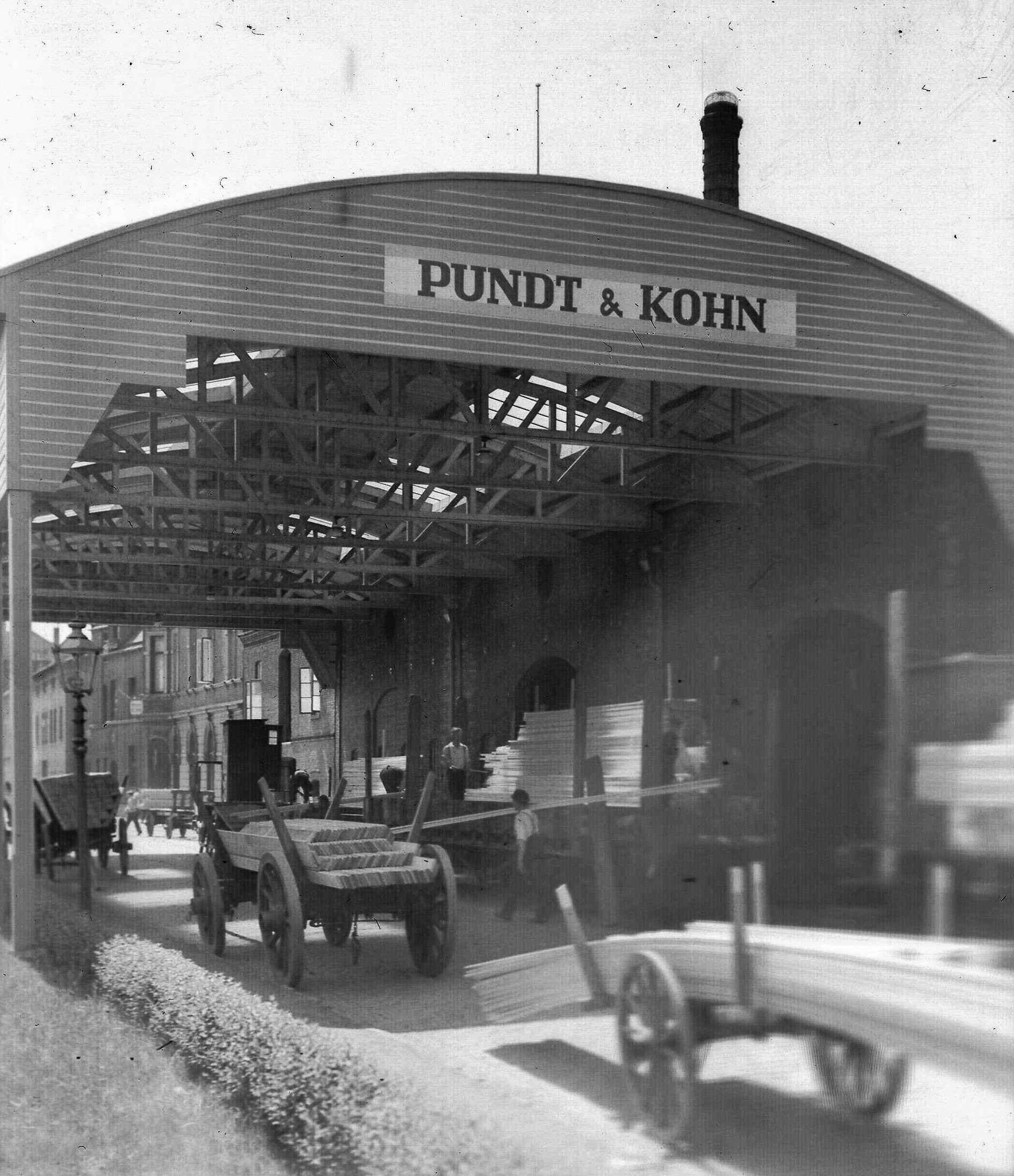
Rampa de carregamento de madeira, 1936
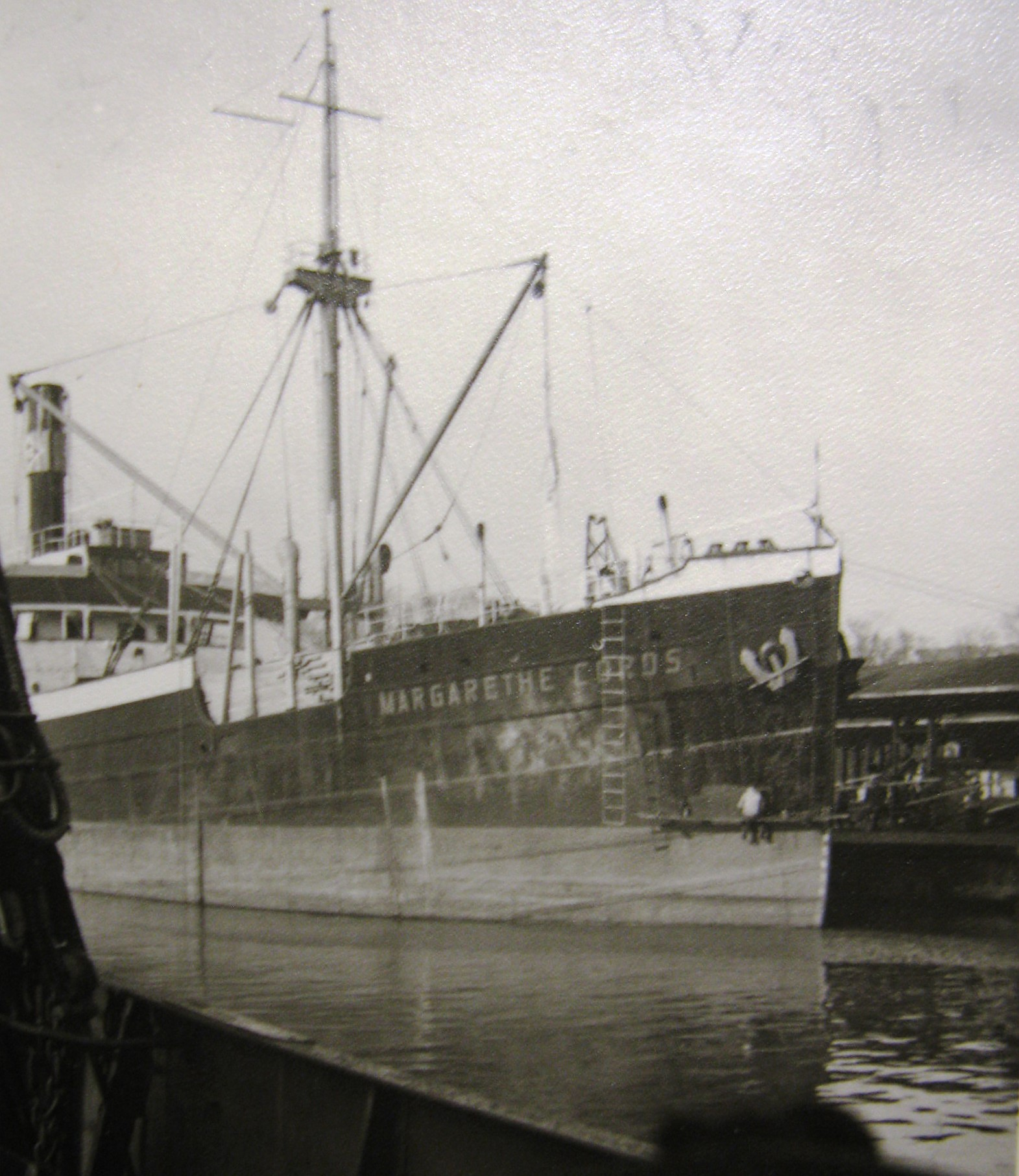
SS 'Margarethe Cords' descarregando madeira importada no P&K Pier, 1929
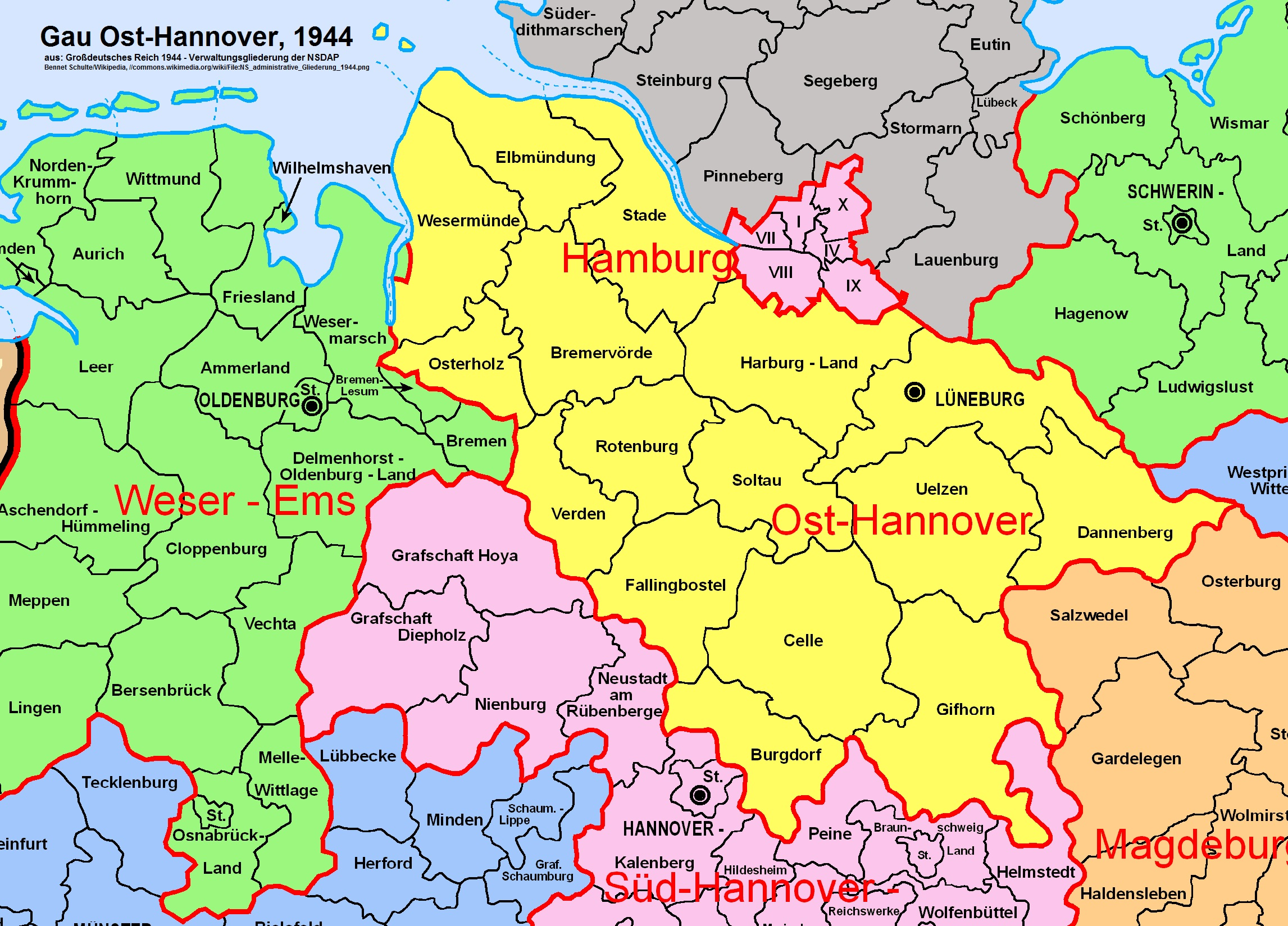
Mapa da Gau Ost-Hannover, 1944

### Expansão e terceira geração (1909-1945)
A Pundt & Kohn era um grande credor da empresa insolvente J.H. Krumnack, fábrica de móveis, serraria a vapor e madeireira em Melle (Alemanha).  Por esta razão e também por interesses familiares, esta empresa foi adquirida pela Pundt & Kohn em 27 de setembro de 1909 como parte da venda forçada de liquidação. Após a morte de Franz Kohn em 1909, seu filho Hans Kohn continuou os negócios da P&K na terceira geração e seu filho mais velho Kohn assumiu a gestão da fábrica recém-adquirida em Melle, que foi fundada em 1909 como “Meller Möbelfabrik GmbH” (MMM) com a principal área de negócio de fabricação de móveis no registrado no registro comercial. O único proprietário era a empresa comercial aberta Pundt & Kohn em Geestemünde, na qual os dois irmãos eram pessoalmente responsáveis e parceiros autorizados.
Nos anos seguintes, os acionistas também fundaram a empresa “Unterweser Holzhandel GmbH, Wesermünde”. O único proprietário era sua mãe, a viúva de Franz Kohn, que morreu em 1909, Johanne Kohn. O diretor administrativo da empresa era Hans Kohn, que, junto com seu irmão Gerhard, agora combinava quatro empresas no âmbito de um grupo tributário: a controladora “Pundt & Kohn”, “MMM”, “Backhaus & Co” e “Unterweser Holzhandel GmbH”. Por último, mas não menos importante, o grupo de impostos serviu ao propósito de elisão e evasão fiscal. Isto, em particular, através da transferência de lucros e/ou compensação de lucros e perdas entre as empresas legalmente independentes, que estão sujeitas a diferentes impostos sobre comércio, folha de pagamento e corporação, dependendo de seu tamanho e situação econômica. De acordo com a declaração de imposto comercial (1926), o valor dos estoques de madeira da P & K sozinhos totalizou RM 1.252.225. Hoje isso corresponderia a um poder de compra de aproximadamente Dólar dos Estados Unidos (US$) 5,2 milhões ou € 4,5 milhões (a uma taxa de 1 RM = € 3,60). Além disso, o grupo fiscal também foi essencial para a sobrevivência da P&K por causa das grandes perdas na Grande Depressão (1929-32), da qual a “Meller Möbelfabrik” sofreu menos. Durante esse tempo, a P&K registrou perdas com risco de existência de mais de RM 400.000, incluindo devido à inadimplência de contas a receber de créditos de fornecedores a clientes empresariais falidos. 
Em 1937, Hans Kohn solicitou que o nome da família e da empresa fosse alterado para “Kohnert”, o que foi aprovado pelo ministro em 14 de agosto de 1937. O motivo foram as hostilidades sobre o nome de família que soava judeu “Kohn” / “Cohn” no contexto da Arianização nacional-socialista. Durante a guerra, as importações de madeira da P&K estavam concentradas na Suécia (neutra), e aqui em particular na serraria Kramfors no distrito de Härnösand no norte da Suécia.

### Reconstrução e fim (1945-1967)
As instalações da fábrica da P&K, assim como a Villa Kohnert, foram completamente destruídas durante os bombardeios aliados em Bremerhaven em 18 de setembro de 1944 durante a Segunda Guerra Mundial.   enquanto a subsidiária “Meller Möbelfabrik” sobreviveu à guerra ilesa. O prédio de escritórios na “Schönianstraße” 15 permaneceu praticamente intacto e foi convertido no prédio residencial e comercial da família Kohnert em 1948. 
No entanto, a fase de construção após a guerra foi adiada porque as forças de ocupação americanas baniram temporariamente o proprietário da empresa de sua profissão (1945-47) por causa de seu trabalho como presidente da Câmara de Comércio de Gau e como Wehrwirtschaftsführer (líder econômico militar) sob o Alemanha Nazista. Além disso, partes das instalações do cais da empresa no canal transversal foram confiscadas para fins militares pelos Aliados e, portanto, não estavam disponíveis para armazenamento de madeira. Além disso, o governo militar inicialmente proibiu o pagamento da indenização por danos de guerra solicitada em 1945, totalizando RM 1,1 milhão (dos quais “P&K”: 475.000; “Backhaus & Co.”: 518.000; “Unterweser-Holzhandel”: 114.000), além de um adiantamento pagamento de RM 245.000 que já havia sido aprovado antes do fim da guerra.A aprovação final sob o Lei de equalização de ônus foi adiada por tanto tempo que a P&K não se beneficiou mais dela. Só em 1967, após a morte do administrador-geral e a dissolução da sociedade, é que uma fracção da indemnização pedida – compensada com o adiantamento pago em 1945 – foi paga aos herdeiros.  Embora a P&K tenha conseguido retomar a importação de madeira a partir de 1948, os fundos da equalização de encargos não foram suficientes para construir a serraria e a plaina destruídas. Assim, a P&K não teve escolha a não ser ter sua madeira cortada pela concorrência, a empresa Külken, também sediada em Geestemünde, o que reduziu significativamente seu próprio lucro. A P&K nunca conseguiu realmente se recuperar disso, apesar da grande demanda reprimida por madeira serrada e de construção na e na época do Milagre do Reno. Mesmo a transferência de lucros (1956-66) pela subsidiária “Meller Möbelfabrik” como parte do grupo tributário de 1937 não conseguiu mais impedir o declínio, de modo que a empresa foi dissolvida após a morte de seus proprietários Gerhard Kohnert em 1962 e Hans Kohnert em 1967 e em 13 de outubro de 1967 foi excluído do registro comercial.

### Os donos da empresa em três gerações

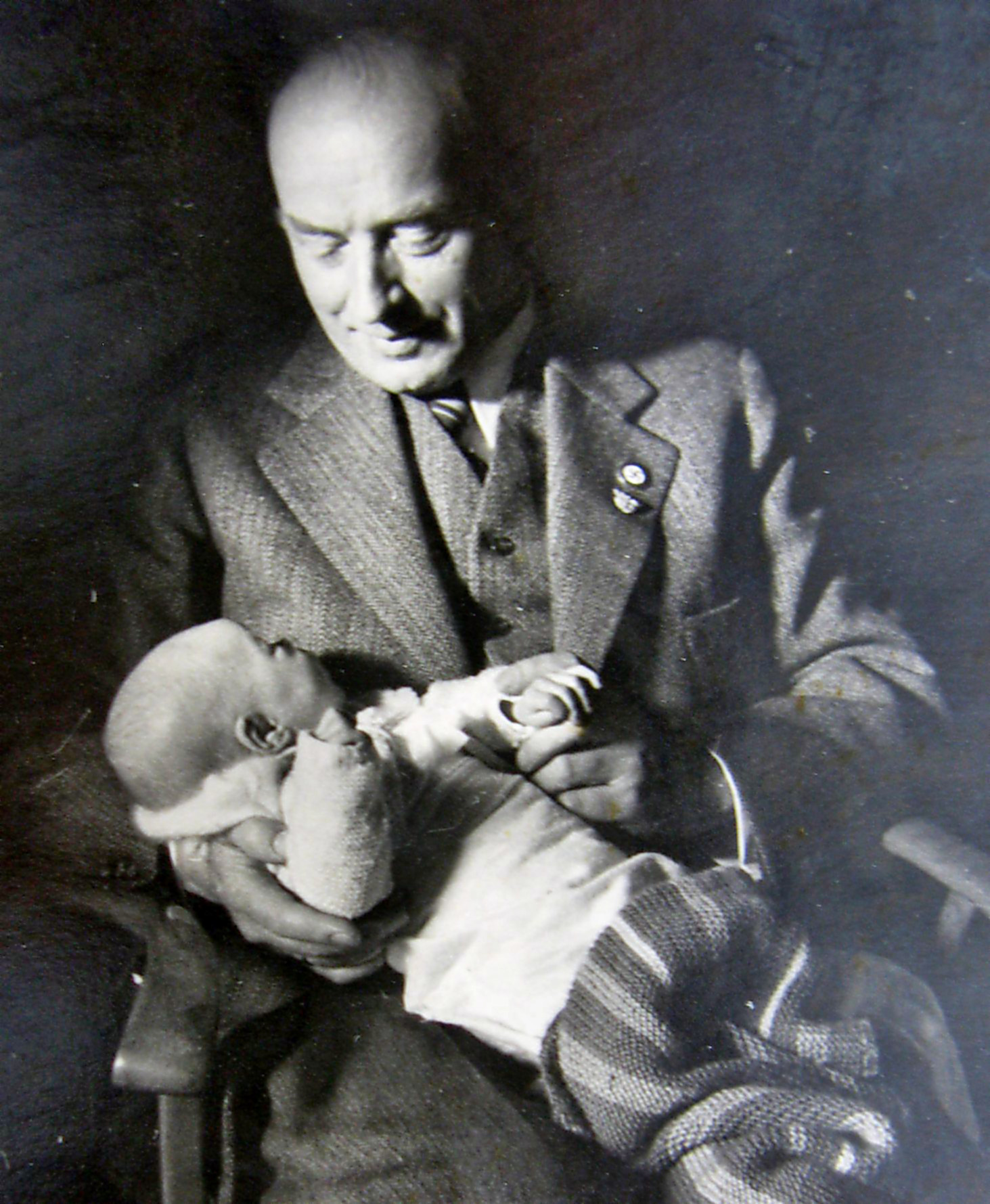
Hans Kohnert usou o distintivo dourado do Partido Nazi e um broche Wehrwirtschaftsführer em honra do baptizado da sua primeira neta, em Março de 1944

Com a fundação de sua própria empresa de importação de madeira em 1862 em Geestemünde (Bremerhaven), o capitão do veleiro e armador Franz Johann Syabbe Kohn (16 de março de 1828 em Klippkanne, Brake, (Baixa Saxônia)), 13 de agosto de 1879 em Bremerhaven) abriu um novo campo de atividade para ele e sua família. Além disso, ele garantiu uma fonte de renda nova e mais segura para a família Kohn, cujos chefes de família foram capitães de marinheiros emigrantes de Brake (Unterweser) para a América do Norte e o Caribe por gerações, em vista das perspectivas futuras incertas de um proprietário de veleiros na época do início da navegação a vapor. Após sua morte, seu filho Franz Kohn (23 de dezembro de 1857 em Geestemünde; 24 de março de 1909 em Geestemünde) assumiu a empresa. Seus dois filhos Hans (Johannes) Kohnert (15 de novembro de 1887 em Geestemünde; 10 de janeiro de 1967 em Bremerhaven) e Gerhard Kohnert (2 de setembro de 1882 em Geestemünde; 5 de julho de 1962 em Melle) o seguiram.
A partir de 1909, o último concentrou-se na construção da subsidiária integral “Meller Möbelfabrik GmbH, Melle” (MMM). Dentro de algumas décadas, tornou-se uma importante fábrica de móveis no que era então “Grönegau” (Baixa Saxônia). De acordo com a validade econômica e política regional da P&K, tanto seu diretor-gerente Franz Kohn quanto seu filho Hans foram senadores em Bremerhaven e membros da Câmara de Comércio e Indústria de Bremerhaven (IHK). Hans Kohn também foi eleito seu presidente em 1933 (contra os votos do NSDAP) e, posteriormente, presidente nacional da câmara distrital de comércio em Hanôver-Leste (1943–45), na qual as cidades de Wesermünde (Bremerhaven) e Lüneburg, incluindo suas câmaras de comércio foram incorporadas (1939) e, finalmente, a Wehrwirtschaftsführer (1941-45). Com ele, a empresa viveu seu apogeu, mas depois também seu declínio. No entanto, em 1951, o IHK Bremerhaven reconheceu os serviços de Hans Kohnert para o desenvolvimento do comércio em Bremen e além, concedendo-lhe a presidência honorária. Seu irmão Gerhard Kohnert foi cofundador do “Meller Volksbank” em 1921 e prefeito de Melle em 1946. Em 1953 foi condecorado com o Ordem do Mérito da República Federal da Alemanha por seus serviços prestados ao desenvolvimento da indústria moveleira nacional. 

## Literatura
- Paul Hirschfeld: Hannovers Grossindustrie und Grosshandel. Hrsg.: Deutschen Export-Bank, Berlin / Duncker u. Humblot, Leipzig, XVI, 1891, 412 p.
- Julius Marchet: Der Holzhandel Norddeutschlands. Verlag F. Deuticke, Leipzig, Wien, 1908
- J. Dirk Peters: Aus der Geschichte des Weser-Yachtclubs Bremerhaven. „Niederdeutsches Heimatblatt“, Mitteilungsblatt der Männer vom Morgenstern, março de 2005, No. 663 (sobre o uso de antigos armazéns de madeira da P&K no Querkanal de 1966 pelo Weser Yacht Club, Bremen, incl. foto)
- Spurensuche am Geestemünder Querkanal. ohne Autor, „Niederdeutsches Heimatblatt“, Mitteilungsblatt der Männer vom Morgenstern, dezembro de 1995, No. 552, pp. 1–2
- Jürgen Rabbel: Vergessenes Kapitel der Geestemünder Geschichte. „Nordsee-Zeitung“ (Bremerhaven), 30 de novembro, 2019 (sobre a exposição especial: "Capitães e Fabricantes de Madeira" (a história da P&K, online) do Museu Histórico , Bremerhaven)
- Rückblick auf die „Sonderausstellung Holzgroßhandel Pundt & Kohn“, „Weser-Kurier“,5 de janeiro 2020
- Neue Sonderausstellung im HMB. Geschichte der Unternehmerfamilie Kohn in Geestemünde, ohne Autor, „Aktuelle Elbe-Weser. Die-Wochenzeitung für die Region“,27 de dezembro 2019, p. 9
- Richard Zimmermann: Deutschlands Holzbedarf. Zeitschrift für die gesamte Staatswissenschaft / Journal of Institutional and Theoretical Economics. Vol. 50 (4), 1894, pp. 573–582